# 北阿利瓦爾

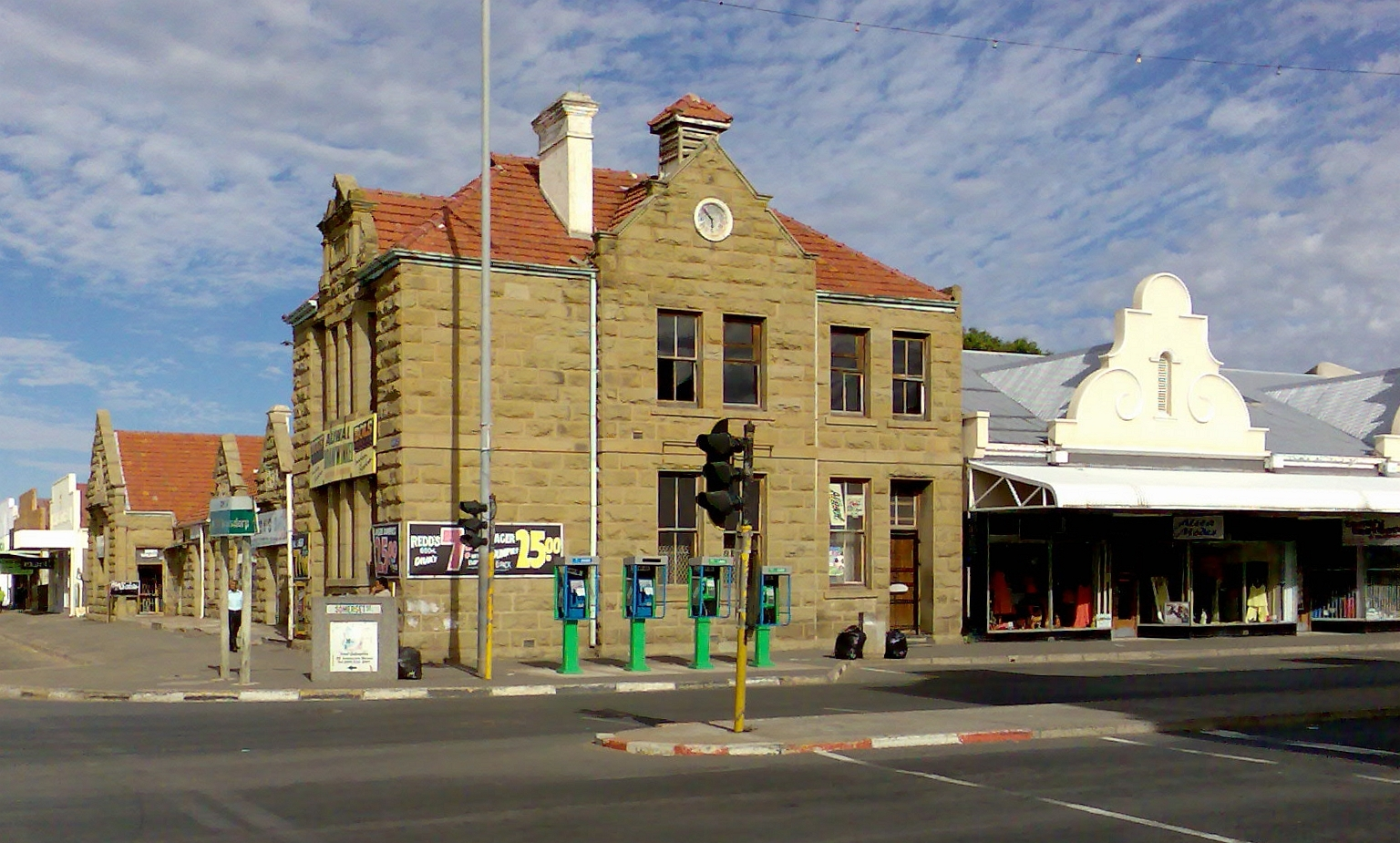

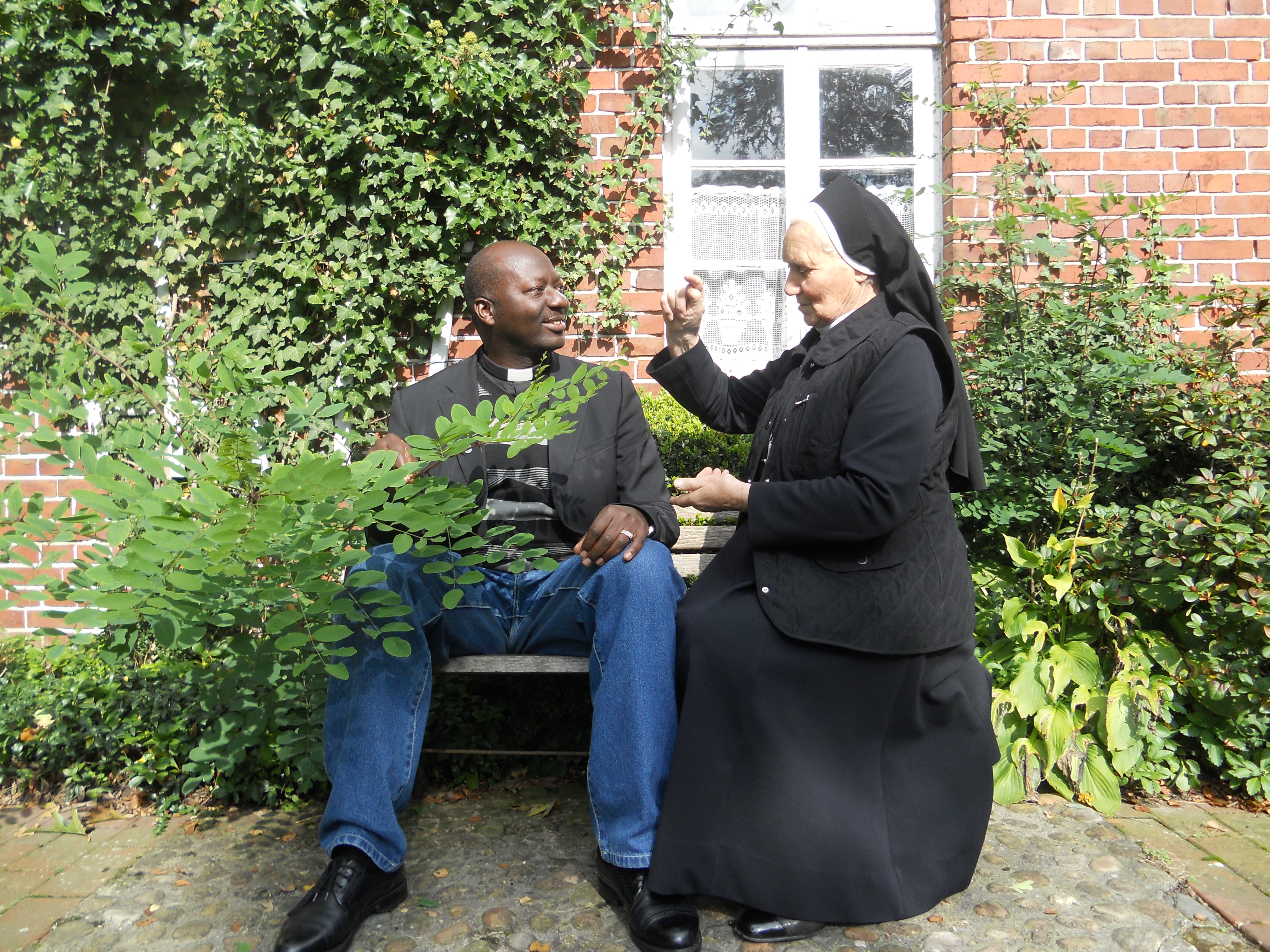

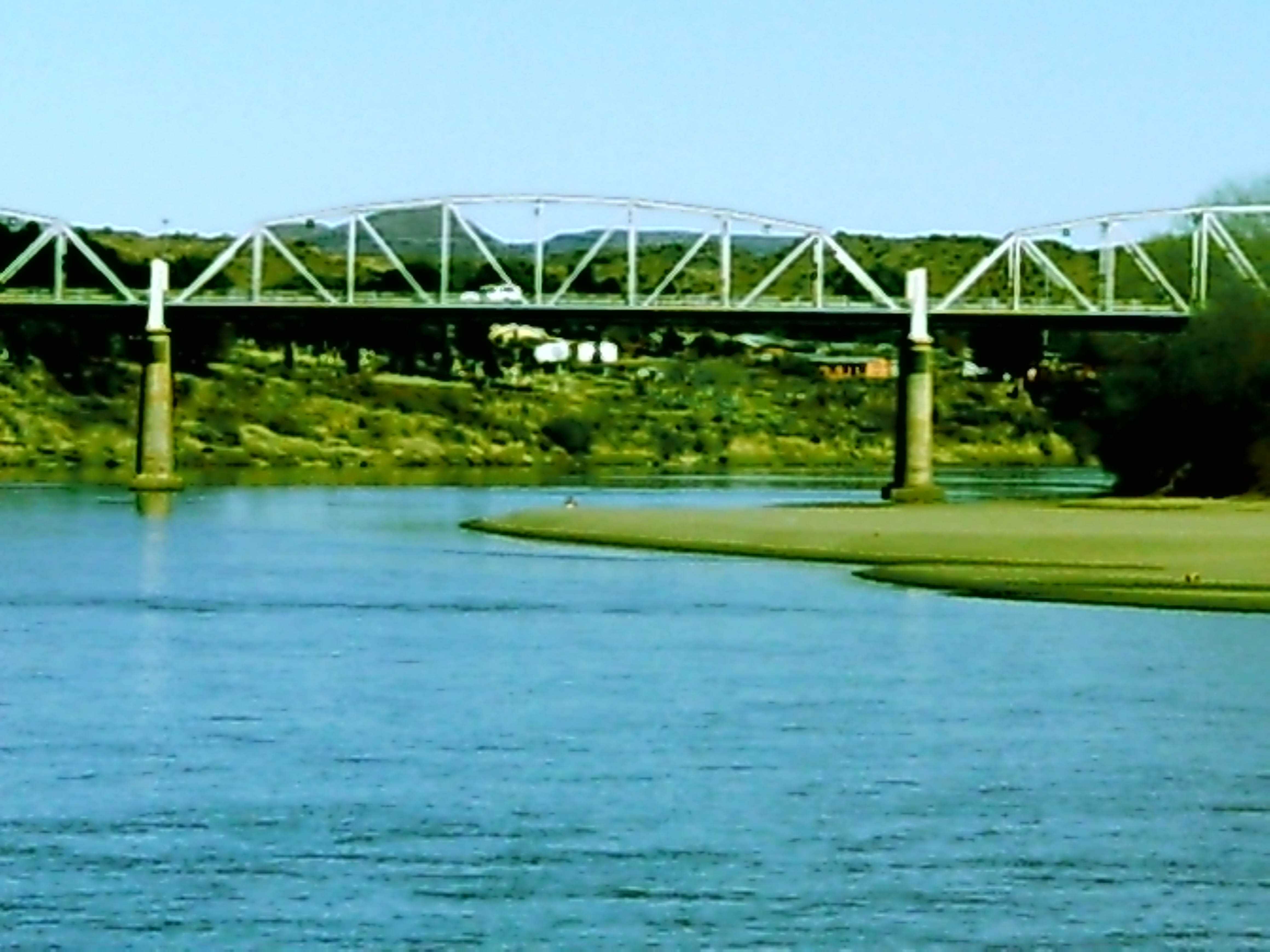

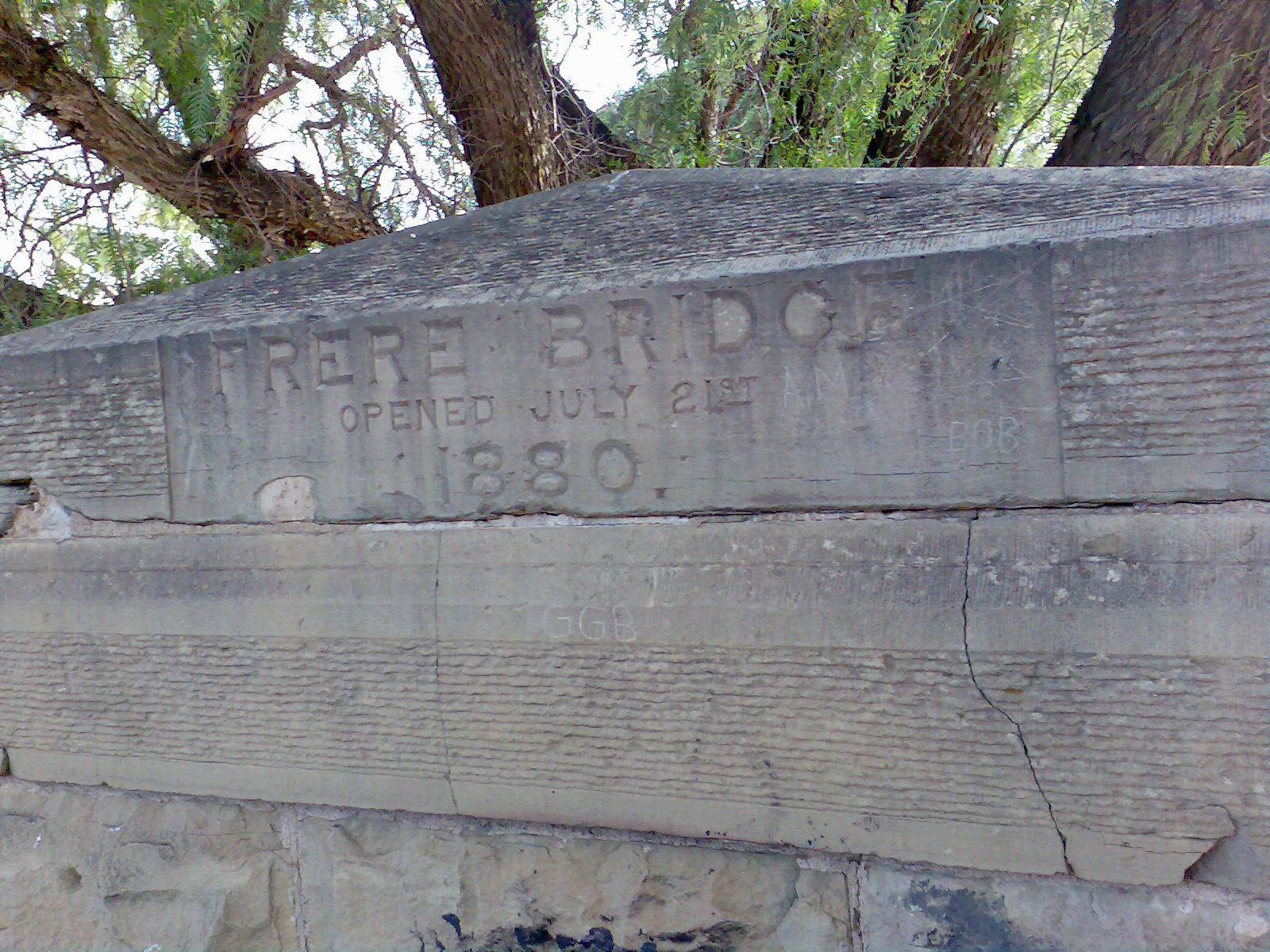

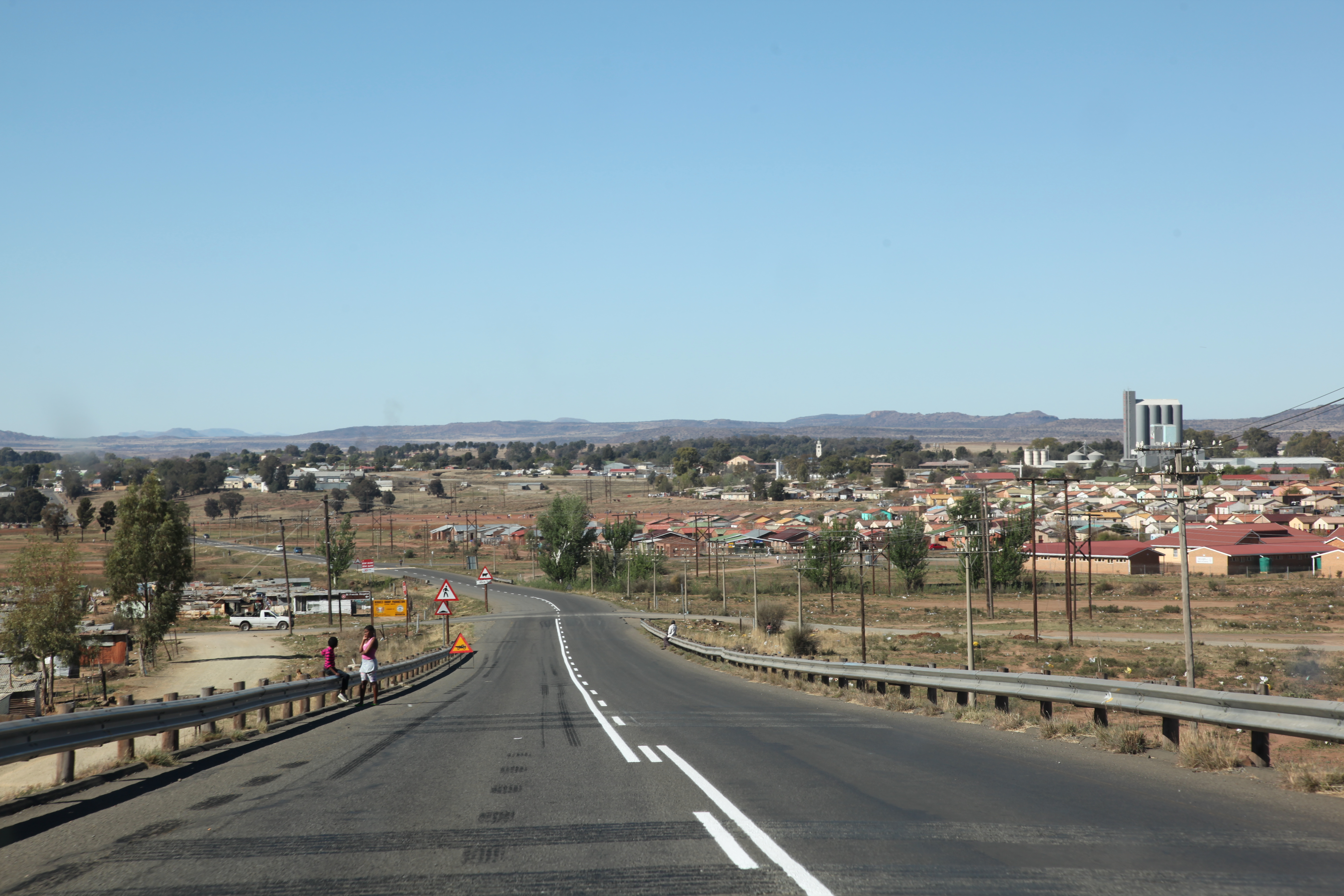

北阿利瓦爾是南非的城鎮，位於該國東部奧蘭治河畔，由東開普省負責管轄，面積7.95平方公里，海拔高度1,328米，2001年人口8,542，人口密度每平方公里1,100人。